# عبد العزيز بن عمر الهاشمي
عبد العزيز بن عمر الهاشمي مؤرخ ومحدث مكي، ولد في مكة المكرمة سنة 850 هـ، وتوفي فيها سنة 921 هـ. 

## النسب
عبدالعزيز بن عمر بن محمد بن فهد العز بن النجم بن فهد الهاشمي القرشي. والدته هي عائشة بنت العفيف العجمي. وابنه المؤرخ محمد بن عبدالعزيز.

## الحياة
درس على يد مختلف العلماء الذين عاصروا عهده كأبي الفتح المراغي وشمس الدين السخاوي، زكريا الأنصاري وغيرهم. سافر إلى المدينة النبوية لطلب العلم سنة 870 هـ وتنقل بعدها إلى عدة بلدات خارج السعودية. عاد إلى مكة عام 884 هـ وتولى منصب خازن الكتب وألف عدة كتب تتمحور غالبيتها حول التاريخ والحديث، منها: 
- الحجة الدامغة لرجال الفصوص الزائفة.
- بلوغ القرى في ذيل إتحاف الورى بأخبار أم القرى.[3]
- تتميم مشيخة الشريف السمهودي.
- ترتيب طبقات القراء للذهبي.
- الترغيب والاجتهاد.
- تاريخ مكة ويبدأ من سنة 872 هـ حتى زمانه.[4]
- ذروة العز والمجد لمشايخ ابن فهد.
- رحلة العز بن فهد.
- غاية المرام بأخبار سلطنة البلد الحرام.
- نزهة ذوي الأحلام بأخبار الخطباء والأئمة وقضاة البلد الحرام.
- نزهة الأبصار لما تألف من الأفكار.
- النزهة السنية فيما يطلب من أخبار الملوك وخلفاء الديار المصرية.